# Marjorie Mountain
Marjorie Mountain – australijska tenisistka lat dwudziestych XX wieku.
Mountain to jedna z wielu tenisistek Australii, których nazwiska znajdują się na liście triumfatorek wielkoszlemowych mistrzostw Australazji. Mountain to pierwsza kobieta, która wygrała turniej gry podwójnej Australian Open – dokonała tego w 1922 roku w parze z rodaczką Esną Boyd Robertson. W finale pokonały Lornę Utz i Floris St. George 1:6, 6:4, 7:5.